# Taft megye

Jazd tartomány megyéinek elhelyezkedése

Taft megye (perzsául: شهرستان تفت) Irán Jazd tartományának nyugati, középső elhelyezkedésű megyéje az ország középső, délnyugati részén. Délen Marvaszt megye, délnyugaton és nyugaton Abarkuh megye, északról Askezar megye, északkeletről Jazd megye, keletről és délkeletről pedig Mehriz megye határolja. Székhelye a 15 000 fős Taft városa. Összesen két város tartozik a megyéhez: Taft, a megye székhelye, illetve Nir. A megye lakossága 45 357 fő. A megye három kerületet foglal magába, ezek: Központi kerület, Gárizát kerület és Nir kerület.

## Fordítás
- Ez a szócikk részben vagy egészben  a   Taft County című angol Wikipédia-szócikk ezen változatának fordításán alapul.  Az eredeti cikk szerkesztőit annak laptörténete sorolja fel. Ez a jelzés csupán a megfogalmazás eredetét és a szerzői jogokat jelzi, nem szolgál a cikkben szereplő információk forrásmegjelöléseként.